# ساینبلکیرشن
ساینبلکیرشن (به آلمانی: Sinabelkirchen) یک منطقهٔ مسکونی در اتریش است که در وایتس واقع شده‌است. ساینبلکیرشن ۳۷٫۰۱ کیلومتر مربع مساحت دارد ۳۲۳ متر بالاتر از سطح دریا واقع شده‌است.